# 샌본큰귀박쥐
샌본큰귀박쥐(Micronycteris sanborni)는 주걱박쥐과(신세계잎코박쥐류)에 속하는 남아메리카 박쥐의 일종이다. 볼리비아와 브라질에서 발견된다.